# Ignacio Susperreguy
Ignacio Edmundo Susperreguy Dabek (né le 28 juin 1987 à Santiago) est un acteur chilien.

## Télévision

### Telenovelas
| Telenovelas | Telenovelas       | Telenovelas     | Telenovelas |
| Année       | Telenovela        | Personnage      | Chaîne      |
| ----------- | ----------------- | --------------- | ----------- |
| 2012        | Separados         | Pablo Marambio  | TVN         |
| 2013        | Somos los Carmona | Felipe Velasco  | TVN         |
| 2014        | Caleta del sol    | Nicolás Hidalgo | TVN         |

### Sources
- (es) Cet article est partiellement ou en totalité issu de l’article de Wikipédia en espagnol intitulé « Ignacio Susperreguy » (voir la liste des auteurs).